# Резолюция 125 на Съвета за сигурност на ООН
Резолюция 125 на Съвета за сигурност на ООН е приета на 5 септември 1957 г. по повод кандидатурата на Малайската федерация (днешна Малайзия) за членство в ООН. С Резолюция 125 Съветът за сигурност препоръчва на Общото събрание на ООН Малайската федерация да бъде приета за член на Организацията на обединените нации.